# Danæg
Danæg a.m.b.a. er et dansk andelsselskab, der fremstiller ægprodukter. Virksomheden beskæftiger 300 ansatte og omsatte i 2017 for 449 mio. kr.
Virksomheden har ægpakkerier i Christiansfeld og Perstorp i Sverige samt forædlingsvirksomhederne Danæg Products i Roskilde (pasteuriserede ægprodukter) og Källbergs Industri i Töreboda i Sverige (tørrede ægprodukter).

## Historie
Danæg blev oprindeligt stiftet som Dansk Andels Ægexport (D.A.Æ.) i 1895 og havde til formål at styrke den dengang voksende eksport af danske æg til England. Der blev fra engelsk side udtrykt kritik over kvaliteten af de danske æg, og andelsselskabet skulle sikre at de leverede æg havde samme høje kvalitet. Som noget unikt indførte andelsselskabet mærkning af det enkelte æg, således at dette kunne spores tilbage til den enkelte producent.
D.A.Æ. blev kongelig hofleverandør i 1906.
Virksomheden opnåede stor succes med eksport af danske æg, særlig til England, men 2. verdenskrig satte en stopper for den lukrative eksport. Efter krigen blev eksportmarkederne atter åbne, og særlig Vesttyskland blev et stort eksportmarked, men først i 1959 solgte virksomheden lige så mange æg som før krigen. Samme år indviede D.A.Æ. en fabrik i Roskilde til bearbejdning af de æg, der blev sorteret fra i pakkerierne.
Fremkomsten af Det Europæiske Fællesskab (EF) medfører imidlertid, at eksporten til Vesttyskland og de centraleuropæiske lande blev reduceret op igennem 1960’erne, og i 1970 udgjorde produktionen blot halvdelen af rekordåret i 1959. Som følge af det svigtende eksportsalg blev virksomheden mere orienteret mod det danske marked, og i 1976 blev navnet ændret fra Dansk Andels Ægeksport til det nuværende Dansk Andels Æg og i 1986 igen til det nuværende Danæg.
I 2004 overtog Danæg det svenske Kronägg og i 2015 opkøbte Danæg 24% af den finske ægproducent Munax Oy.